# Szermierka na wózkach na Letnich Igrzyskach Paraolimpijskich 2008
Szermierka na Letnich Igrzyskach paraolimpijskich rozgrywana była w dniach 14-17 września w Fencing Gymnasium of the Olympic Green Convetion Centre.

## Obiekty
| Obiekt                                                  | Miasto | Funkcja           |
| Fencing Gymnasium of the Olympic Green Convetion Centre | Pekin  | Zawody i treningi |

## Konkurencje
- floret mężczyzn (dwie kategorie)
- szabla mężczyzn (dwie kategorie)
- szpada mężczyzn (dwie kategorie)
- floret kobiet (dwie kategorie)
- szpada kobiet (dwie kategorie)

## Kwalifikacje
Do igrzysk zakwalifikowało się 81 szermierzy (57 mężczyzn, 24 kobiety).

## Program
| Szermierka |  |  |  |  |  |  |  |  | 3 | 3 | 2 | 2 |

14 września
- Floret mężczyzn A
- Floret mężczyzn B
- Floret kobiet B

15 września
- Szpada mężczyzn A
- Szpada mężczyzn B
- Szpada kobiet A

16 września
- Szpada kobiet B
- Floret kobiet A

17 września
- Szabla mężczyzn A
- Szabla mężczyzn B

## Wyniki

### Mężczyźni
| Konkurencja | Złoto            | Srebro              | Brąz               |
| Szpada A    | Tian Jianquan    | Zhang Lei           | Radosław Stańczuk  |
| Szpada B    | Hu Daoliang      | Mikałaj Beziazyczny | Serhij Szenkewycz  |
| Szabla A    | Ye Ruyi          | Tian Jianquan       | Alberto Pellegrini |
| Szabla B    | Laurent François | Hui Charn Hung      | Serhij Szenkewycz  |
| Floret A    | Ye Ruyi          | Zhang Lei           | Dariusz Pender     |
| Floret B    | Hu Daoliang      | Laurent François    | Pál Szekeres       |

### Kobiety
| Konkurencja | Złoto          | Srebro        | Brąz          |
| Szpada A    | Zhang Chuncui  | Yu Chui Ye    | Fan Pui Shan  |
| Szpada B    | Chan Yui Chong | Yao Fang      | Saysunee Jana |
| Floret A    | Yu Chui Ye     | Zhang Chuncui | Fan Pui Shan  |
| Floret B    | Chan Yui Chong | Yao Fang      | Ye Hua        |

## Tabela medalowa
| Rk | Kraj      | Złoto | Srebro | Brąz | Razem |
| 1. | Chiny     | 6     | 6      | 1    | 13    |
| 2. | Hongkong  | 3     | 2      | 2    | 7     |
| 3. | Francja   | 1     | 1      |      | 2     |
| 4. | Białoruś  |       | 1      |      | 1     |
| 5. | Polska    |       |        | 2    | 2     |
| 5. | Ukraina   |       |        | 2    | 2     |
| 7. | Węgry     |       |        | 1    | 1     |
| 7. | Włochy    |       |        | 1    | 1     |
| 7. | Tajlandia |       |        | 1    | 1     |